# محمد حمدود
محمد حمدود (انگلیسی: Mohamed Hamdoud؛ زادهٔ ۹ ژوئن ۱۹۷۶) بازیکن فوتبال اهل الجزایر بود.
از باشگاه‌هایی که در آن بازی کرده‌است می‌توان به باشگاه فوتبال اتحاد الجزایر و باشگاه فوتبال بارادو اشاره کرد.
وی همچنین در تیم ملی فوتبال الجزایر بازی کرده‌است.